# 苟安
苟安，是《三国演义》中的虚构人物，蜀漢李严属下都尉。
諸葛亮在前線伐魏，苟安负责从永安护送军粮，苟安飲酒误事，耽误了十五天。諸葛亮大怒，想要将他斬首。楊儀劝谏，于是免除死刑減为杖八十。苟安免死後，依然怀恨在心，于是降魏。司馬懿派他去成都流言中伤諸葛亮。苟安到成都勾结李严與宦官说諸葛亮意图謀反。結果，宦官上奏劉禅，劉禅召諸葛亮从前線回朝，假稱東吳來侵犯。諸葛亮回到成都后，得知实情，捕拿苟安，苟安逃到曹魏，宦官被誅殺，李严也因此貶為庶民。之後登場的蜀漢武将句安，是史实人物。